# Schwarzfische
Die Schwarzfische (Centrolophidae), auch Schwarze Makrelen oder Quallenfische genannt, gehören zur Ordnung Scombriformes. Sie leben in allen tropischen und gemäßigten Teilen der Weltmeere, mit Ausnahme des mittleren Indischen Ozeans und des mittleren Pazifiks. Der Schwarzfisch (Centrolophus niger) ist der einzige „Medusenfischartige“ im kalten Nordatlantik (bei Island), die Gattung Icichthys die einzige „medusenfischartige“ Gattung im Nordpazifik (bei Alaska).

## Merkmale
Es sind seitlich abgeflachte, oft hochrückige Tiere. Der Kopf ist schuppenlos und porenreich. Sie sind meist von grauer, brauner oder dunkelgrüner Farbe. Ihre Augen sind oft golden. Das Maul ist klein bis mittelgroß, reicht aber mindestens bis unter das Auge. Die Zähne sind klein, konisch und sitzen in einer Reihe. Vomer und Gaumenbin sind zahnlos. Die Rückenflosse ist durchgehend. Entweder sind vorn null bis fünf schwache Hartstrahlen, die allmählich zu den Weichstrahlen überleiten (bei den ersten drei Gattungen), oder vorn befinden sich 5 bis 9 kurze Stacheln ohne Verbindung zur Rückenflosse (bei den letzten drei Gattungen). Die Afterflosse hat drei Hart- und 12 bis 38 Weichstrahlen. Charakteristisch (zumindest) für die Stromateidae und Centrolophidae sind die sog. „Rachensäcke“, pharyngeale Erweiterungen des obersten Oesophagus mit zahn- oder branchioctenienartigen Bildungen, die der Manipulation der Nahrung dienen, aber wenig untersucht sind.
Jungfische leben im Schutz von Quallen oder Treibholz. Auch die Alttiere halten sich oft in Treibgut, Tangen oder Schiffswracks versteckt. Schedophilus medusophagus lebt bis in 600 Meter Tiefe über mit Gorgonien bewachsenem Grund.
Schwarzfische fressen kleine Fische, Salpen, Quallen, Hydrozoen und Krebse.

## Systematik

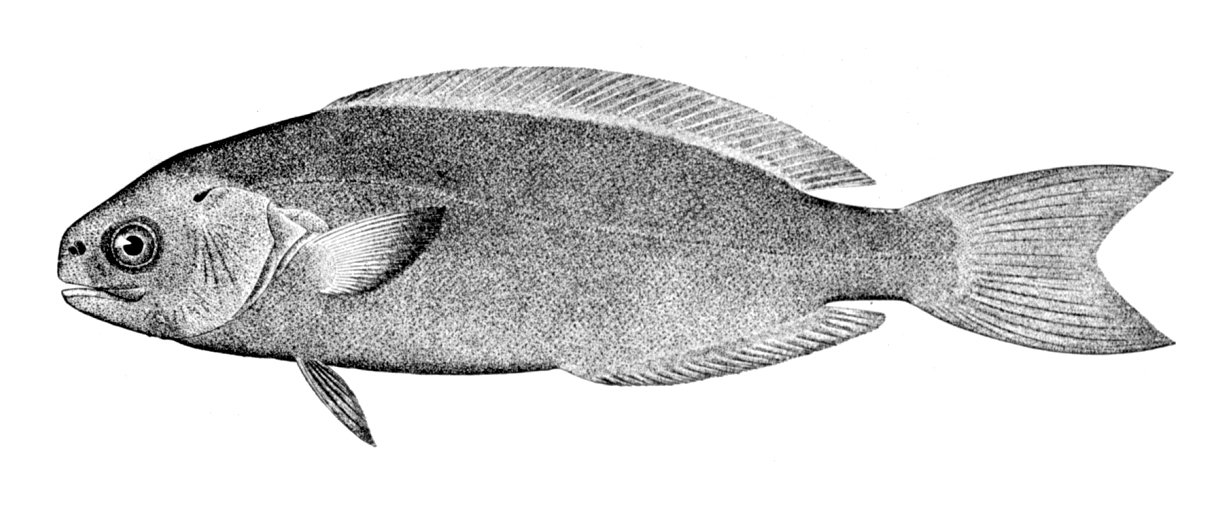
Schwarzfisch (Centrolophus niger)

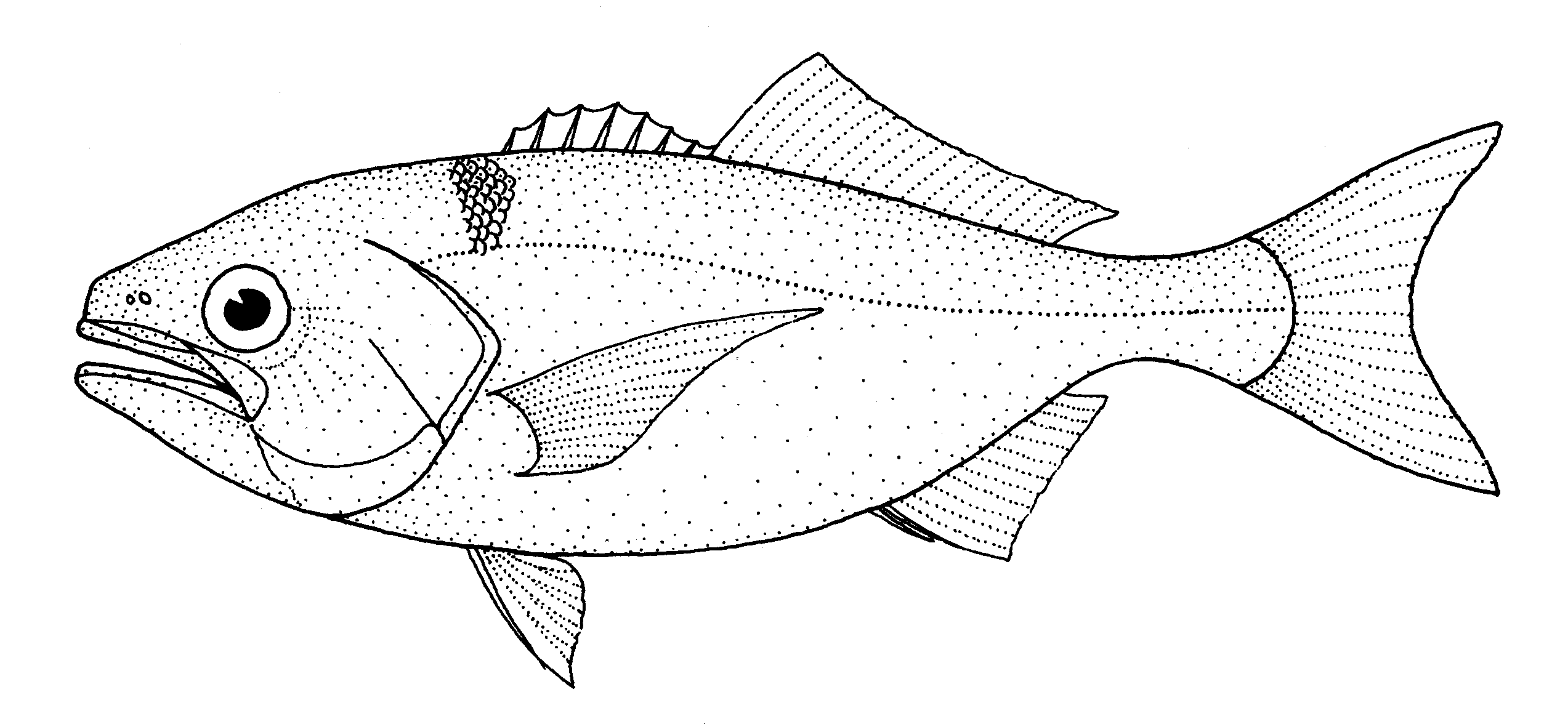
Hyperoglyphe antarctica

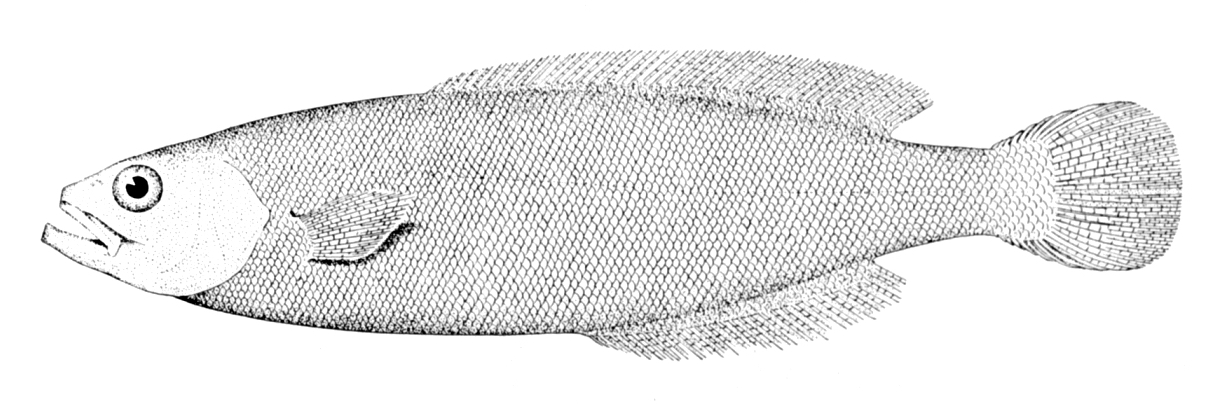
Icichthys lockingtoni

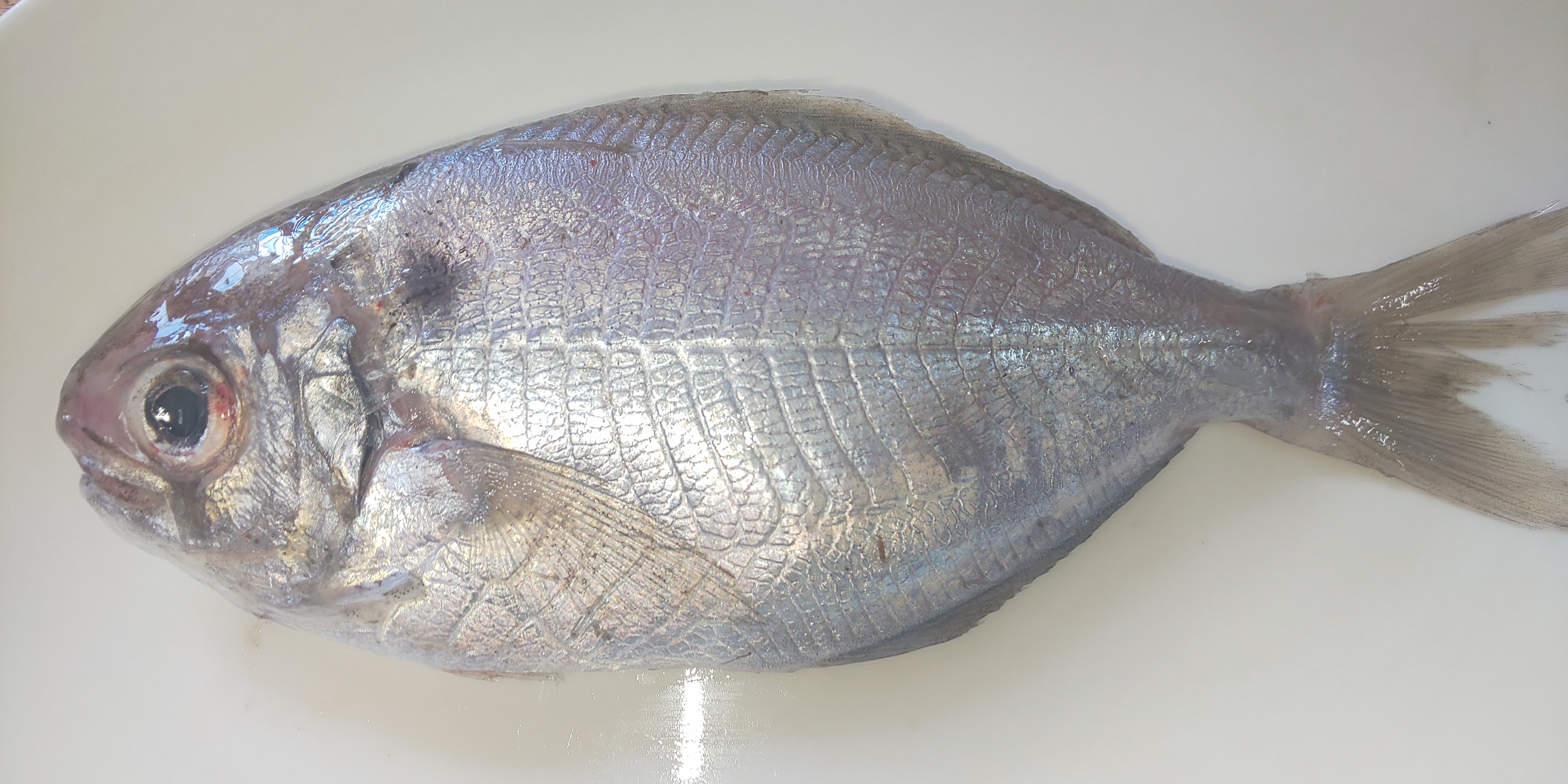
Psenopsis anomala

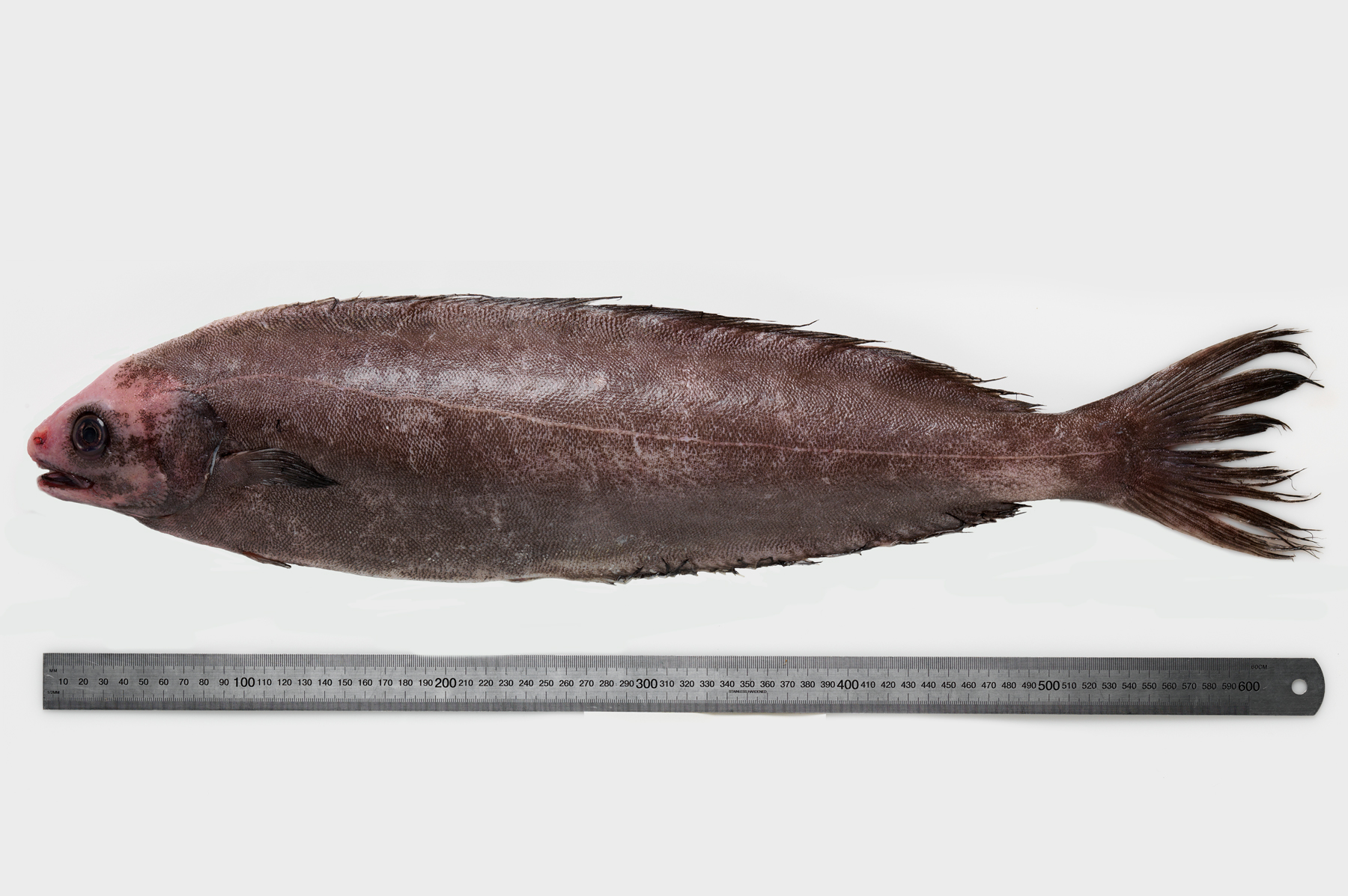
Schedophilus huttoni

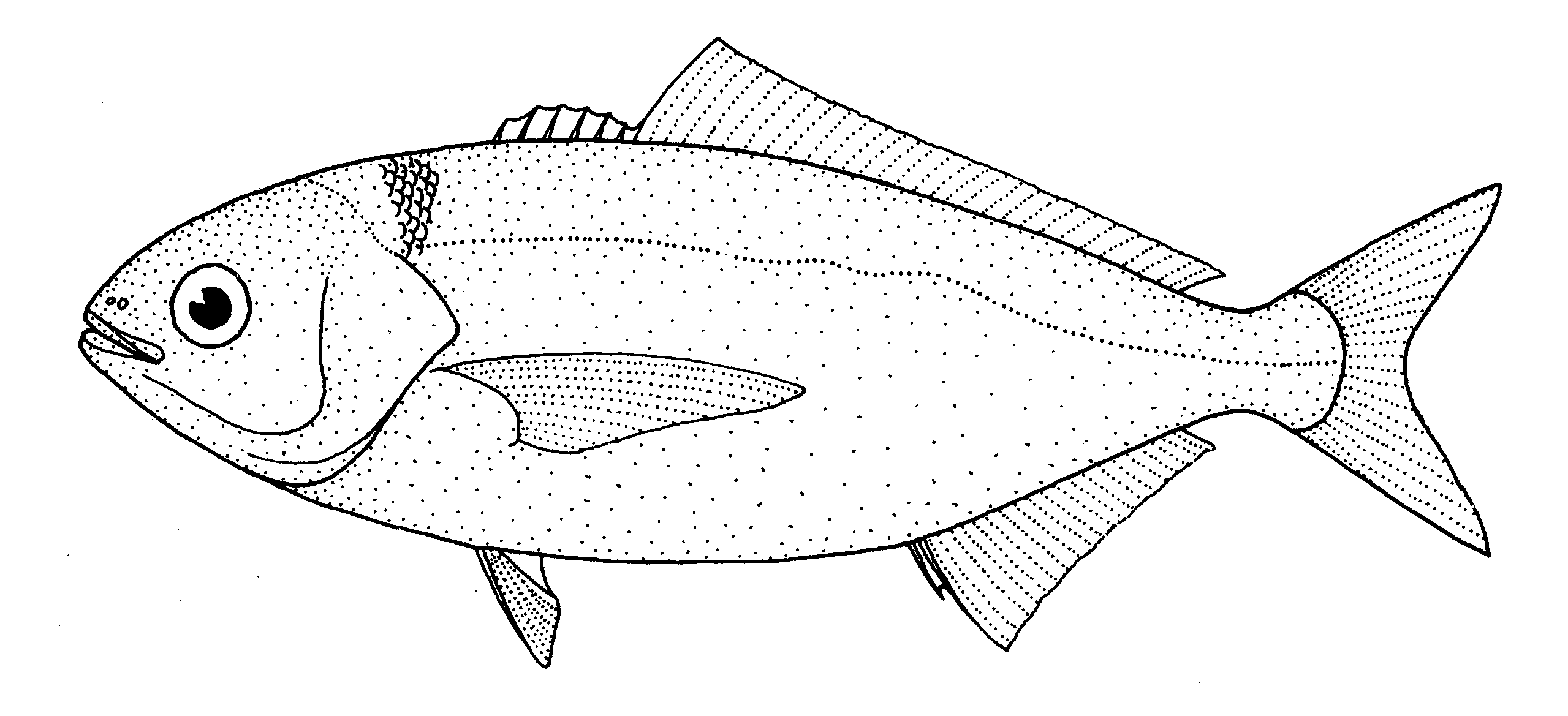
Seriolella caerulea

Es gibt 31 Arten in sieben Gattungen:
- Centrolophus
  - Schwarzfisch (Centrolophus niger) (Gmelin, 1789).
- Hyperoglyphe
  - Hyperoglyphe antarctica (Carmichael, 1819).
  - Hyperoglyphe bythites (Ginsburg, 1954).
  - Hyperoglyphe japonica (Döderlein, 1884).
  - Hyperoglyphe macrophthalma (Miranda-Ribeiro, 1915).
  - Hyperoglyphe perciformis (Mitchill, 1818).
  - Hyperoglyphe pringlei (Smith, 1949).
- Icichthys
  - Icichthys australis (Haedrich, 1966).
  - Icichthys lockingtoni (Jordan & Gilbert, 1880).
- Psenopsis
  - Psenopsis anomala (Temminck & Schlegel, 1844).
  - Psenopsis cyanea (Alcock, 1890).
  - Psenopsis humerosa (Munro, 1958).
  - Psenopsis intermedia (Piotrovsky, 1987).
  - Psenopsis obscura (Haedrich, 1967).
  - Psenopsis shojimai (Ochiai & Mori, 1965).
- Schedophilus
  - Schedophilus griseolineatus (Norman, 1937).
  - Schedophilus haedrichi (Chirichigno F., 1973).
  - Schedophilus huttoni (Waite, 1910).
  - Schedophilus maculatus (Günther, 1860).
  - Schedophilus medusophagus (Cocco, 1839).
  - Schedophilus ovalis (Cuvier, 1833).
  - Schedophilus pemarco (Poll, 1959).
  - Schedophilus velaini (Sauvage, 1879).
- Seriolella
  - Seriolella brama (Günther, 1860).
  - Seriolella caerulea (Guichenot, 1848).
  - Seriolella porosa (Richardson, 1845).
  - Seriolella punctata (Forster, 1801).
  - Seriolella tinro (Gavrilov, 1973).
  - Seriolella violacea (Guichenot, 1848).
- Tubbia
  - Tubbia stewarti Last et al., 2013.
  - Tubbia tasmanica (Whitley, 1943).